# 경주 충의당
경주 충의당(慶州 忠義堂)는 대한민국 경상북도 경주시 내남면에 있는 건축물이다. 1993년 2월 25일 경상북도의 민속문화재 제99호로 지정되었다.

## 개요
정무공 최진립(1568∼1636)이 살았던 곳으로 가옥의 사랑채에 해당된다. 처음에는 당호를 흠흠당이라 했는데 1760년경 건물을 수리한 후 충의당으로 이름을 바꿨다.
건물은 앞면 4칸·옆면 2칸이며 지붕은 옆면이 여덟 팔(八)자 모양인 팔작지붕이다. 집의 구성은 정면의 충의당을 중심으로 뒷면에 정침과 광채 그리고 흠흠당이 ㅁ자형으로 배치되어 있다. 오른쪽에는 제향공간이 있어 조선시대 상류주택의 전형적인 배치방법을 지니고 있다.
인근에는 선생을 추모하여 정려비각을 세우고 용산서원에 배향하였다.

## 참고 자료
- 충의당 - 국가유산청 국가유산포털